# 프라녜토라바테
프라녜토라바테(이탈리아어: Fragneto l'Abate)는 이탈리아 캄파니아주 베네벤토도의 코무네다. 나폴리로부터 북동쪽 70km , 베네벤토 북쪽 15km 거리에 있다.